# Slim Pickens
Louis Burton Lindley Jr. (n. 29 iunie 1919, Kingsburg⁠(d), California, SUA – d. 8 decembrie 1983, Modesto, California, SUA), cunoscut sub numele său de scenă Slim Pickens, a fost un actor și cowboy de rodeo american. A trecut de la rodeo la actorie și a apărut în numeroase filme și seriale de televiziune. Pe parcursul carierei sale, acesta a interpretat cu precădere roluri de cowboy; cele mai cunoscute roluri ale sale sunt cele din Dr. Strangelove, Blazing Saddles, 1941 și One-Eyed Jacks⁠(d).

## Biografie
Louis Burton Lindley Jr. s-a născut în Kingsburg, California⁠(d), fiul lui Sally Mosher (născută Turk) și al lui Louis Bert Lindley Sr., un fermier născut în Texas. Tânărul Lindley a fost un călăreț talentat încă de la o vârstă fragedă. Alintat „Burt” de familie și prieteni, acesta s-a plictisit de viața la fermă și a început să câștige mărunțiș din călărit armăsari⁠(d) și capturat vaci cu lasoul în adolescență. Tatăl său i-a interzis această activitate, dar Lindley l-a ignorat și a participat la un concurs de rodeo. Managerul evenimentului i-a spus că există „slim pickin's” (i.e. șanse mici să obțină premii în bani). În încercarea de a-l împiedica pe tatăl său să afle că a participat la concurs, a utilizat numele Slim Pickens și a câștigat 400 de dolari în acea zi.
Lindley a absolvit liceul Hanford⁠(d) din Hanford, California⁠(d) și a fost membru al organizației de tineret Future Farmers of America⁠(d). S-a decis să devină călăreț de rodeo, sub numele Slim Pickens, și în cele din urmă a devenit un celebru clovn de rodeo⁠(d). În timpul celui de-al Doilea Război Mondial, s-a înrolat în United States Army Air Forces⁠(d). Când a fost întrebat la biroul de recrutare ce meserie are, aceasta a răspuns „rodeo”, iar recrutorul a trecut greșit „radio”, motiv pentru care și-a desfășurat întreaga activitate la un post de radio din vestul mijlociu.

## Cariera
După aproape 20 de ani în spectacole de rodeo, ochii săi mari, fața rotundă, trupul impunător și accentul rural i-au adus un rol în filmul western Rocky Mountain⁠(d). A apărut în numeroase filme western, interpretând atât răufăcători, cât și roluri secundare pentru actori precum Rex Allen⁠(d).
În Hollywood, trecutul său de cowboy de rodeo a reprezentat un avantaj. Pickens nu avea nevoie de o dublură⁠(d) pentru scenele cu cai, fiind capabil să-și călărească propriii cai Appaloosa⁠(d) prin deșert și să conducă o diligență trasă de șase cai. În mare parte din filmele și emisiunile în care a obținut roluri, acesta și-a purtat propriile pălării și cizme, respectiv și-a călărit propriii cai și catâri.
Pieckens a apărut în filme precum Old Oklahoma Plains⁠(d) (1952), Down Laredo Way⁠(d) (1953), Tonka⁠(d) (1959), One-Eyed Jacks (1961, cu Marlon Brando), Dr. Strangelove (1964), Maiorul Dundee⁠(d) (1965, cu Charlton Heston ), remake-ul filmului Stagecoach⁠(d) (1996, Pickens l-a interpretat pe căruțaș), An Eye for an Eye⁠(d) (1966), Nici un moment de plictiseală⁠(d) (1968), The Cowboys (1972, cu John Wayne), Dă lovitura și fugi⁠(d) (1972, cu Steve McQueen), Pat Garrett și Billy The Kid⁠(d) (1973), Ginger in the Morning⁠(d) (1974, cu Fred Ward), Șei în flăcări (1974), Poor Pretty Eddie⁠(d) (1975), Rancho Deluxe⁠(d) (1975), Noi aventuri pe vasul Poseidon (1979, cu Michael Caine și Karl Malden) și Tom Horn⁠(d) (1980, cu Steve McQueen). A avut un rol minor, dar memorabil în scenele cu Toshiro Mifune și Christopher Lee din filmul lui Steven Spielberg 1941 (1979). Într-una dintre scene, acesta enumeră obiectele pe care le are asupra sa, exact ca în scena din Dr. Strangelove cu conținutul kitului de supraviețuire. În 1978, Pickens și-a oferit vocea pentru personajul Rube Dugan al parcului de distracții Silver Dollar City⁠(d). De asemenea, a interpretat rolul șeriful vârcolac Sam Newfield în The Howling (1981).
În 1960, a apărut alături de William Bendix și Doug McClure⁠(d) în serialul western al companiei NBC Overland Trail⁠(d) în episodul „Sour Annie”. Pickens a apărut de cinci ori în serialul western Outlaws (1960–62) în rolul personajului Slim. Avându-l pe Barton MacLane în rol principal, serialul prezenta povestea unui șerif federal⁠(d) din teritoriul Oklahoma și a răufăcătorilor⁠(d) pe care îi urmărește. În 1967, Pickens a avut un rol episodic în serialul western al ABC Custer⁠(d), cu Wayne Maunder⁠(d) în rol principal.
În 1975, Pickens a apărut într-un alt western, interpretându-l pe jefuitorul de bănci în filmul The Apple Dumpling Gang⁠(d). În același an, a fost lansat filmul cult Poor Pretty Eddie, cu Pickens în rolul șerifului Orville. A realizat dublajul pentru personajul BOB în thrillerul științifico-fantastic al companiei Disney din 1979 Gaura neagră. Ultimul său film a fost și cel mai slab, Pink Motel⁠(d) (1982, cu Phyllis Diller⁠(d) ).

### Dr. Strangelove
Pickens l-a interpretat pe maiorul T. J. „King” Kong, pilotul și comandorul bombardierului B-52 în filmul Dr. Strangelove din 1964. Stanley Kubrick l-a ales pe Pickens după ce Peter Sellers, care a interpretat trei roluri în film, a suferit o entorsă la gleznă și a refuzat rolul din cauza spațiului îngust în care era filmată scena. Pickens a fost ales deoarece accentul și umorul său erau perfecte pentru rolul lui Kong, un comandor exagerat de patriotic și entuziast. Acesta nu a primit întreg scenariul, ci doar acele secțiuni în care își interpreta rolul. Cele trei scene memorabile cu Pickens includ:

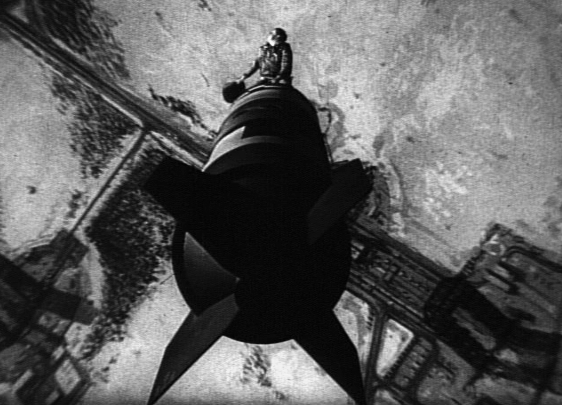
Slim Pickens în rolul maiorului T. J. „King” Kong călărind bomba termonucleară în Dr. Strangelove.

- Un monolog menit să îmbărbăteze echipajul după primirea ordinului categoric de a bombarda o țintă strategică aflată pe teritoriul Uniunii Sovietice.
- Enumerarea cu voce tare în prezența echipajului a conținutului kiturilor de supraviețuire (este posibil să fi fost pentru prima dată când se menționa despre prezervative într-un film din Hollywood). După ce enumeră obiectele care pot fi folosite într-un troc cu rusoaicele  (prezervative, ciorapi de damă, ruj etc.), precum și un pistol automat .45, maiorul Kong declară: „Culmea, un ins s-ar putea distra destul de bine în Marele D [Dallas] cu toate astea”. Această replică a trebuit modificată (Dallas a fost înlocuit cu „weekend în Vegas”) după ce proiecția programată pentru critici în 22 noiembrie 1963 a fost anulată ca urmare a asasinării președintelui John F. Kennedy.[12]
- Cea mai memorabilă scenă - și o imagine simbolică a epocii Războiului Rece intrată în istoria filmului - este reprezentată de Pickens călărind o bombă termonucleară⁠(d) lansată, strigând și fluturând pălăria de cowboy în același timp exact cum face un artist de rodeo când călărește un taur.

Pickens a considerat filmul Dr. Strangelove drept un punct de cotitură în cariera sa. Înainte să primească rolul, cei de pe platourile de filmare i se adresau cu „hei, tu”, iar după acest rol au început să-i spună „Domnul Pickens”. Acesta a declarat la un moment dat că „După Dr. Strangelove, rolurile, cabinele de schimb și cecurile au început să se mărească”. Acesta a fost uimit de cât de multă diferență poate să facă un singur rol. Cu toate acestea, Pickens a menționat că colaborarea cu Stanely Kubrick s-a dovedit prea dificilă din cauza stilului său perfecționist, fiind necesară turnarea a numeroase scene de mai multe ori. Au existat peste 100 de înregistrări⁠(d) cu scena în care este lansată bomba cu hidrogen. La sfârșitul anilor 1970, Kubrick i-a oferit rolul lui Dick Hallorann⁠(d) în filmul Strălucirea, însă Pickens a stipulat în contract că este dispus să apară în film doar dacă scenele sale vor fi înregistrate în mai puțin de 100 de reprize. În schimb, agentul lui Pickens i-a arătat scenariul lui Don Schwartz, agentul lui Scatman Crothers, iar Crothers a acceptat rolul.

## Viața personală
În ultimii săi ani, Pickens a locuit alături de soția sa în Columbia, California⁠(d). A încetat din viață după o intervenție chirurgicală pentru o tumoare cerebrală pe 8 decembrie 1983. Cei doi au avut împreună trei copii: Thomas Michael Lindley, Margaret Louise Wittman (n. Lindley) și Daryle Ann Giardino (n. Wofford), ultima fiind fiică vitregă. Înmormântarea a avut loc la Presbyterian Church of the Forty Niners din Columbia, California. Cenușa sa a fost împrăștiată pe traseele sale preferate. Soția sa a încetat din viață în 2011.
Fratele său Samuel (1921–2001) a fost actor sub numele de scenă Easy Pickens. Slim a fost un susținător al organizației National Rifle Association of America (NRA), fiind prezent în fotografiile promoționale. 

## Filmografie
- Smoky (1946) - Rodeo Cowboy (uncredited)
- Rocky Mountain (1950) - Plank (CSA)
- Colorado Sundown (1952) - Joshua Slim Pickens / Ma Pickens
- The Last Musketeer (1952) - Slim Pickens
- Border Saddlemates (1952) - Slim Pickens
- The Story of Will Rogers (1952) - Dusty Donovan
- Old Oklahoma Plains (1952) - Slim
- South Pacific Trail (1952) - Slim Pickens
- Thunderbirds (1952) - Pvt. Wes Shelby
- Old Overland Trail (1953) - Slim Pickens
- The Sun Shines Bright (1953) - Sterling, Lanky Backwoodsman
- Iron Mountain Trail (1953) - Slim Pickens
- Down Laredo Way (1953) - Slim
- Shadows of Tombstone (1953) - Slim
- Red River Shore (1953) - Deputy Slim Pickens
- Phantom Stallion (1954) - Slim
- The Boy from Oklahoma (1954) - Shorty
- The Outcast (1954) - Boone Polsen
- Santa Fe Passage (1955) - Sam Beekman
- The Last Command (1955) - Abe
- When Gangland Strikes (1956) - Slim Pickett
- Stranger at My Door (1956) - Ben Silas
- The Great Locomotive Chase (1956) - Pete Bracken
- Gun Brothers (1956) - Moose MacLain
- Gunsight Ridge (1957) - Hank Moss
- 1958 Valea prafului de pușcă (The Sheepman), regia George Marshall - Marshal
- Escort West (1958) - Corporal Wheeler
- Tonka (1958) - Ace
- Stump Run (1959) - Babe Gaskin
- Chartroose Caboose (1960) - Pete Harmon
- One-Eyed Jacks (1961) - Deputy Lon Dedrick
- A Thunder of Drums (1961) - Trooper Erschick
- Savage Sam (1963) - Willy Crup
- Dr. Strangelove (1964) - Maj. 'King' Kong
- Major Dundee (1965) - Wiley
- In Harm's Way (1965) - C.P.O Culpepper
- Up from the Beach (1965) - Artillery Colonel
- The Glory Guys (1965) - Sgt. James Gregory
- Stagecoach (1966) - Buck
- An Eye for an Eye (1966) - Ike Slant
- The Young Riders (1966)
- Un tipo dificil de matar (1967)
- Rough Night in Jericho (1967) - Yarbrough
- The Flim-Flam Man (1967) - Jarvis Bates
- Will Penny (1967) - Ike Walterstein
- Never a Dull Moment (1968) - Cowboy Schaeffer
- The Legend of Custer (1968) - California Joe Milner
- Skidoo (1968) - Switchboard Operator
- 80 Steps to Jonah (1969) - Scott
- Rosolino Paternò, soldato... (1970) - General Maxwell
- The Ballad of Cable Hogue (1970) - Ben Fairchild
- The Deserter (1971) - Tattinger – American Scout
- Temporada salvaje (1971) - Lucky
- The Cowboys (1972) - Anse
- J.C. (1972) - Grady Caldwell
- The Honkers (1972) - Clete
- The Getaway (1972) - Cowboy
- Pat Garrett and Billy the Kid (1973) - Sheriff Baker
- Blazing Saddles (1974)- Taggart
- Runaway on the Rogue River (1974) - Bucky Steele
- The Gun and the Pulpit (1974) - Billy One-Eye
- Bootleggers (1974) - Grandpa Pruitt
- Ginger in the Morning (1974) - Sheriff
- The Legend of Earl Durand (1974) - Phil Chumley
- Rancho Deluxe (1975) - Henry Beige
- Poor Pretty Eddie (1975) - Sheriff Orville
- The Apple Dumpling Gang (1975) - Frank Stillwell
- White Line Fever (1975) - Duane Haller
- Banjo Hackett: Roamin’ Free (1976, TV Movie) - Lijah Tuttle
- Hawmps! (1976) - Naman Tucker
- Pony Express Rider (1976) - Bob Jay
- Mr. Billion (1977) - Duane Hawkins
- The White Buffalo (1977) - Abel Pickney
- The Shadow of Chikara (1977) - Virgil Cane
- The Swarm (1978) - Jud Hawkins
- Smokey and the Good Time Outlaws (1978) - Sheriff Ledy
- The Sweet Creek County War (1979) - Jitters Pippen
- Beyond the Poseidon Adventure (1979) - Dewey 'Tex' Hopkins
- The Sacketts (1979) - Jack Bigelow
- 1941 (1979) - Hollis P. Wood
- Spirit of the Wind (1979) - Obie
- The Black Hole (1979) - B.O.B. (voice, uncredited)
- Tom Horn (1980) - Sheriff Sam Creedmore
- Honeysuckle Rose (1980) - Garland Ramsey
- Christmas Mountain (1981)
- The Howling (1981) - Sam Newfield
- This House Possessed (1981, TV Movie) - Arthur Keene
- Pink Motel (1982) - Roy